# Златен фазанов калопанхакс
Златните фазанови калопанхакси (Callopanchax occidentalis) са вид животни от семейство Нотобранхиеви (Nothobranchiidae).
Те са незастрашен вид.
Таксонът е описан за пръв път от Херулф Стенхолт Клаусен през 1966 година.

## Разпространение и местообитание
Разпространен е в Либерия и Сиера Леоне.
Обитава крайбрежията на сладководни басейни, реки и потоци.

## Описание
На дължина достигат до 8 cm.